# Husasău de Tinca
Husasău de Tinca – wieś w Rumunii, w okręgu Bihor, w gminie Husasău de Tinca. W 2011 roku liczyła 779 mieszkańców.